# Trichoniscoides cadurcensis
Trichoniscoides cadurcensis är en kräftdjursart som beskrevs av Albert Vandel 1934. Trichoniscoides cadurcensis ingår i släktet Trichoniscoides och familjen Trichoniscidae.

## Underarter
Arten delas in i följande underarter:
- T. c. cadurcensis
- T. c. furcillatus